# Cal (album)
Cal je glazba iz istoimenog filma Cal.
Sve pjesme je skladao Mark Knopfler.

## Popis pjesama
1. "Irish Boy" – 3:55
2. "The Road" –  2:08
3. "Waiting For Her" – 0:38
4. "Irish Love" – 2:24
5. "A Secret Place/ Where Will You Go" – 1:45
6. "Father And Son" – 7:41
7. "Meeting Under The Trees" – 0:48
8. "Potato Picking" – 2:06
9. "In A Secret Place" – 1:08
10. "Fear And Hatred" – 2:18
11. "Love And Guilt" – 3:04
12. "The Long Road" – 7:13

## Izvođači
- Mark Knopfler – gitara i vokal
- Guy Fletcher – klavijature
- Paul Brady - flauta i mandolina
- Liam O'Flynn - irske gajde
- John Illsley - bas
- Terry Williams  - bubnjevi